# Епархия Питерборо
Епархия Питерборо (лат. Dioecesis Peterboroughensis) — епархия Римско-католической церкви с центром в городе Питерборо, Канада. Епархия Питерборо входит в митрополию Кингстона. Кафедральным собором епархии Питерборо является Собор святого Петра в городе Питерборо.

## История
25 января 1874 года Святой Престол учредил апостольский викариат Северной Канады, выделив его из епархии Кингстона (сегодня — архиепархия Кингстона). 11 июля 1882 года апостольский викариат Северной Канады расширил свою территорию за счёт архиепархии Кингстона и был преобразован в епархию Питерборо. 16 сентября 1904 года епархия Питерборо уступила часть своей территории новой епархии Су-Сент-Мари.

## Ординарии епархии
- епископ Jean-François Jamot (3.02.1874 — † 4.05.1886);
- епископ Thomas Joseph Dowling (14.12.1886 — 11.01.1889) — назначен епископом Гамильтона;
- епископ Richard Alphonsus O’Connor (11.01.1889 — † 23.01.1913);
- епископ Richard Michael Joseph O’Brien (20.06.1913 — 17.05.1929) — назначен архиепископом-коадъютором Кингстона;
- епископ Dennis P. O’Connor (30.01.1930 — † 30.08.1942);
- епископ John Roderick MacDonald (5.06.1943 — 14.04.1945) — назначен епископом-коадъютором Антигониша;
- епископ Joseph Gerald Berry (7.04.1945 — 28.11.1953) — назначен архиепископом Галифакса;
- епископ Benjamin Ibberson Webster (24.04.1954 — 12.03.1968);
- епископ Francis Anthony Marrocco (10.06.1968 — † 18.07.1975);
- епископ James Leonard Doyle (24.05.1976 — 28.12.2002);
- епископ Nicola de Angelis (28.12.2002 — 8.04.2014);
- епископ William Terrence McGrattan (с 8.04.2014).

## Источник
- Annuario Pontificio, Libreria Editrice Vaticana, Città del Vaticano, 2003, ISBN 88-209-7422-3